# Patience (sång)
Patience är en låt av Guns N' Roses som spelas på gitarr. Låten finns med på albumen G N' R Lies och Greatest Hits. Patience släpptes som singel i juni 1989.